# レネ・バリエントス
レネ・バリエントス（Rene Barrientos、1943年7月25日 - ）は、フィリピン出身の元プロボクサー。アクラン州バレテ出身。元WBC世界スーパーフェザー級王者。サウスポーの技巧派ボクサー。

## 来歴
1962年デビュー。
1968年3月30日、小林弘の持つWBA・WBC世界ジュニアライト級王座に挑んだが引き分け。
1969年2月15日、ルーベン・ナバロに勝って、小林弘が剥奪された空位のWBC王座を獲得した。
1970年4月5日、沼田義明に1-2で判定負けし、王座を失った。